# Ifrika wadudu
Ifrika wadudu (лат.) — вид ос-бетилид рода Ifrika из надсемейства Chrysidoidea (Bethylidae, Hymenoptera). Встречается в Африке. Видовой эпитет «wadudu» в переводе с суахили означает «насекомые».

## Распространение
Афротропика: Уганда (Национальный парк Кибале).

## Описание
Осы-бетилиды мелкого размера (длина тела около 2 мм, передние крылья 1,4 мм). Этот вид отличается от других представителей рода Ifrika тем, что его мандибулы имеют три зубца, а медиодорсальная складка овальная и широкая. Также отличается строением гениталий: гипопигеальный спикулум превосходит внутреннюю мембрану апикально; вершина дорсальной вальвы эдеауса сильно изогнута (при боковом виде) и аподема эдеагуса сильно изогнута дорсально. Голова, наличник, антенны, мандибулы, мезосома и метасома коричневые; пальпы светло-коричневые; ноги светло-коричневые; крылья субгиалиновые, жилки и птеростигма коричневые. Голова пентагональная, примерно такой же длины, как и ширины. Заднее крыло с четырьмя дистальными гамулами. Предположительно паразитоиды.

## Таксономия
Вид был впервые описан в 2023 году бразильскими энтомологами Wesley Dondoni Colombo и Celso Oliveira Azevedo (Федеральный университет Эспириту-Санту, Departamento de Biologia, Av. Marechal Campos, Витория, Эспириту-Санту, Бразилия) по типовым материалам из Уганды. Включён в состав рода Ifrika из подсемейства Pristocerinae